# Stanisław Zajączkowski (malarz)
Stanisław Zajączkowski (ur. 8 listopada 1888 w Radoszycach, zm. 1971) – polski malarz.
Naukę rysunku i grafiki a następnie sztuki malarskiej zdobywał na prywatnych lekcjach u znanych malarzy, a kontynuował w Szkole Rysunku i Malarstwa Wasyla Mieszkowa w Moskwie. W późniejszym czasie łączył pasję malowania z pracą zawodową na kolei. Wiele swoich prac podpisywał sygnaturą „Skiza”, od 1945 był członkiem radomskiego Towarzystwa Przyjaciół Sztuk Pięknych, a od 1950 Związku Polskich Artystów Plastyków.